# Stivašnica
Stivašnica – wieś w Chorwacji, w żupanii szybenicko-knińskiej, w gminie Rogoznica. W 2011 roku liczyła 47 mieszkańców.